# Nicolás de las Llanderas
Nicolás de las Llanderas Fraga (La Coruña, 16 de febrero de 1888 – Buenos Aires. 1938 ), fue un dramaturgo Hispano argentino. 

## Familia
Nicolás de las Llanderas Fraga (1888-1938) nació en La Coruña, España y falleció en Buenos Aires, Argentina.
Era nieto de Ignacio de las Llanderas Esteban-Fernández (1788-1837), Capitán de Infantería, nacido en Ávila, casado, en segundas nupcias, con Joaquina Pastor Maceda, y siendo padre de: Antonia, Pedro, María, Teodoro, Ignacio y Teresa. 
Su padre fue Teodoro de las Llanderas Pastor (1846-1928), natural de La Coruña, Tte. Coronel de Infantería, casado con Esclavitud Fraga Rivadulla, los cuales tuvieron por hijos a Ignacio (1877-1951), María Luisa (1883-1888), Nicolás (1888-1938) y Teodoro (1892-1966).  

## Actividad profesional
Escribió numerosas piezas de teatro, la mayoría de ellas en la década de 1930 en colaboración con Arnaldo Malfatti.

## Filmografía
Guionista (con Arnaldo Malfatti)
- Los tres berretines (1933)
- Ídolos de Buenos Aires

Autor (con Arnaldo Malfatti)
- Así es la vida (1939)
- Miente y serás feliz (1940) (México)
- La gallina clueca (1941) (México)
- Caminito alegre (1944) (México)
- Los hijos de Don Venancio (1944) (México)
- Azahares para tu boda (1950) sobre la obra Así es la vida (México)
- El gran premio (1958) (México)
- Así es la vida (1977)

## Obras teatrales
Escribió las siguientes obras teatrales:
con Juan F. Ferlini y Arnaldo Malfatti
- ¿Trabajar?... Nunca!
- La empresaria del Colón

con Arnaldo Malfatti
- Al buen lechón. Fábrica de embutidos
- El almacén de la alegría
- Así es la vida
- Astillas del mismo palo
- Caminito alegre
- La camisa encantada
- La casa de los escándalos
- Derecho a Vieytes
- Dos patos en la vía
- En la Rioja, Filemón armó una revolución
- Lujan
- Martorell, Magariños y Co
- Miente y serás feliz
- Mis cinco papás
- No hay que hacerse mala sangre
- La paja en el ojo ajeno
- Pic-Nic
- ¡Por que si!
- ¡¡Qué fenómeno!!
- ¡Que parientes, Mama Mía!
- Los reyes de la milanesa
- Los tres berretines
- Villa chimento

con Arnaldo Malfatti y Tito Insausti
- ¡Esposa último modelo!
- ¡Tiburón!
- Al marido hay que seguirlo

## Versiones deAsí es la vida
En 1939 Francisco Mugica dirigió la primera versión fílmica de Así es la vida.
Hubo en 1949 una versión mexicana dirigida por Julián Soler que se llamó Azahares para tu boda y en 1977 una nueva versión argentina dirigida por Enrique Carreras. En 1976 fue puesta en la Sala Martín Coronado del Teatro General San Martín una versión musical de la obra Así es la vida titulada Dulce...dulce vida cuyos intérpretes principales fueron Eduardo Rudy, Vicky Buchino y Aída Luz. Los autores fueron Víctor Buchino y Wilfredo Ferrán y la coreografía, de Eber Lobato.